# 祁靜一
祁靜一（1656年—1719年），教名哈拉尔阿尔丁（Hilal al-Din）。中国苏非派卡迪林耶派领袖，又称祁道祖。

## 生平
根据他門人説法，他1672年在西宁見到阿帕克和卓，並求拜师但被拒绝並指老师另有其人，他后来在穆罕默德二十九世孙和卓阿布德拉手下學習。1689年和卓阿布德拉去世，他和馬子雲在四川省閬中縣為他修建拱北墓亭，後來發展為現今的巴巴寺。

## 去世
他逝於臨夏市，其墳頭後成为拱北。